# 阿部裕見子
阿部 裕見子（あべ ゆみこ、1952年5月4日 ‐ ）は、日本の女優である。オフィス天童所属。
山形県遊佐町出身。原宿学校演劇科卒業。

## 来歴・人物
1975年、劇団小劇場を退団後はフリーとして舞台を中心にして俳優活動。帝国劇場、新橋演舞場、明治座などの大劇場に時代劇からミュージカルまで、数多く出演すると共に、テレビドラマや映画など、幅広い活動をしている。

## 出演

### 舞台
- 新橋演舞場「夢千代日記」「乾いて候」「博多思案橋」
- 芸術座「女系家族」「おはん」
- 帝国劇場「元禄港歌」「近松心中物語」「南北恋物語」「にごり江」 ミュージカル「マイ・フェア・レディ」
- 日生劇場「羅生門」
- 明治座「元禄港歌」「アユタヤの星」「黒革の手帖」「仙台四郎物語」
- 御園座「真砂屋お峰」「八郎兵衛始末」
- 劇場飛天「滝の白糸」「春らんまん」
- 新宿コマ劇場「女優その恋」「わたくしです物語」
- 新歌舞伎座「からっ風の子守唄」「引越し繁盛記」
- 博多座「母に捧げるバラード」

### 映画
- さすらいのトラブルバスター
- ホーム・スイートホーム

### テレビドラマ
- 理想の生活（NHK）
- 女子大生露天風呂ツアー連続殺人事件（日本テレビ）
- 特急かもしか2号殺人事件（日本テレビ）
- 坊ちゃん先生（日本テレビ）
- 巡査鉄平の推理日誌（日本テレビ）
- 特命!刑事どん亀（TBS）
- 水戸黄門（TBS）
- 赤かぶ検事京都編（TBS）
- 萬屋長兵衛の隅田川事件ファイル 2（TBS）
- 女の暦（フジテレビ）
- 所轄刑事5（フジテレビ）
- 死者の告発（テレビ朝日）
- 相棒 11（テレビ朝日）